# Seekopfturm
Der Seekopfturm ist eine 1993 errichtete 11,2 m hohe Aussichtswarte am 671 Meter hohen Seekopf bei Oberkienstock in der Wachau.

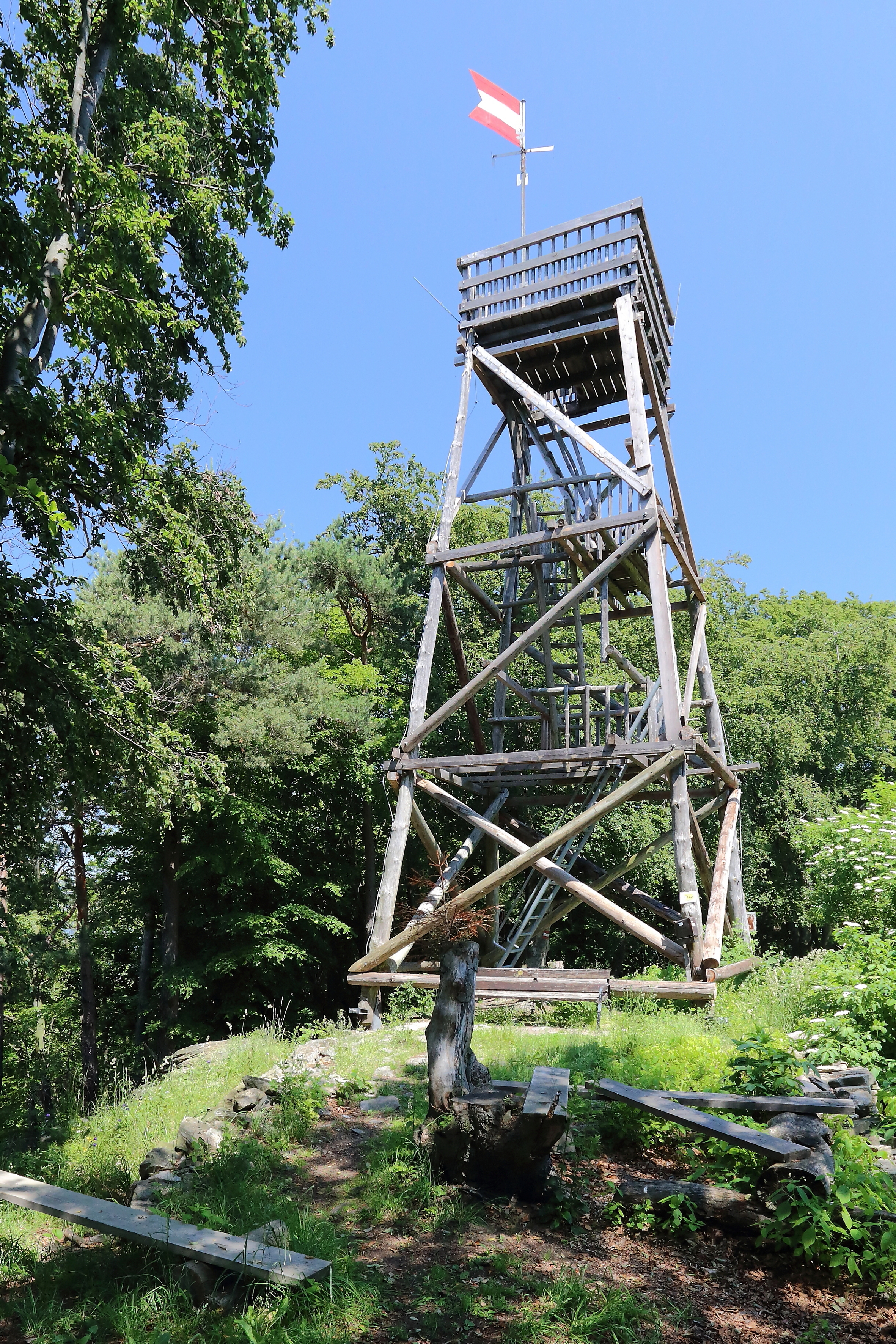
Alter Seekopfturm (2013); 2020 abgetragen

1882 errichtete die Sektion Krems-Rossatz des Österreichischen Alpenvereins einen Aussichtsturm. Nach Auflösung der Sektion übernahm der Österreichische Touristenklub den Turm. Kurz darauf ließ ein Sturm den Turm einstürzen. Da der Seekopf nach Holzschlägerungen einen schönen Ausblick bot, wurde auf einen Neubau verzichtet.
In den 1990er-Jahren reifte die Idee eines Aussichtsturms, der vom „Jankerl-Club-Rossatz“ unter Federführung von Josef Mayer errichtet wurde. Die feierliche Einweihung fand 1993 statt.
Der seit 1993 bestehende Turm wurde 2020 abgetragen und durch einen Neubau ersetzt. Dieser wurde am 24. Oktober 2021 feierlich eröffnet.